# ホテル阪神
ホテル阪神大阪（ホテルはんしんおおさか）は、大阪府大阪市福島区にあるホテルである。また、2008年まで存在した同ホテルの運営会社（株式会社ホテル阪神）でもあり、2018年現在の運営会社は株式会社阪急阪神ホテルズ。2018年名称をホテル阪神から変更した。本項では、2019年5月15日に開業した本ホテルの別館であるホテル阪神アネックス大阪（ホテルはんしんアネックスおおさか）についても扱う。

## 概要
阪神電気鉄道（阪神電鉄）系列のホテルとして誕生。2006年のいわゆる阪急・阪神経営統合の直前に、当時の運営会社であった株式会社ホテル阪神が、阪急第一ホテルグループ（当時）のホテル運営統括会社株式会社阪急ホテルマネジメントに合意買収され、阪急阪神第一ホテルグループのホテルとなった。さらに、2008年に両運営会社が合併している。

### ホテル阪神大阪
- 所在地：大阪府大阪市福島区福島5丁目6番16号
- 建物名称：阪神杉村ビルディング（ラグザ大阪） - 阪急阪神ホテルズと杉村倉庫の区分所有
- 階数： 地上24階、地下2階（ホテル部分は1階 - 3階、6階 - 23階）
- 客室数：290室
- 料飲施設：6箇所
- 宴会場：6箇所
- サウナなども建物内にあり、各部屋ごとに天然温泉が導入されている。
- ホテルが入居しているラグザ大阪内にも飲食店がある。

### ホテル阪神アネックス大阪
阪神電気鉄道と西日本旅客鉄道の「福島5丁目・7丁目共同開発計画」として誕生した「ふくまる通り57」に2019年5月15日開業。
本館が1999年に福島区へ移転開業した時のデザインテーマを引き継いだ「High-Class N.Y」デザインなのに対し、アネックスは「Feel Another Osaka ～もうひとつの大阪“はなれ”へ～」をテーマに、東アジアからの訪日客をターゲットとし、日本の伝統素材や色彩・文様で和の意匠をモダンに再現している。
同ホテルの入るビルは12階建ての複合ビルであり、ホテルゾーンとして1階から12階までをホテルが使うほか、商業ゾーンとして1-2階には阪急オアシス福島ふくまる通り57店がホテル開業と同じ2019年5月15日に出店し、3階はクリニックモールとして当初3クリニックが入る。

## 沿革
- 1965年12月15日 - 株式会社ホテル阪神設立。
- 1967年4月22日 - 大阪市北区梅田2丁目（現在は、阪神電鉄が運営している複合ビル・ハービスENTの建っている場所）で営業開始。
- 1970年2月26日 - 西阪神ビル1階のダストシュート付近から出火。阪神ホテルは10階から15階を使用しており、約300人の宿泊客が救助袋やエレベーターで避難[3]。
- 1999年4月11日 - 現在地に移転開業。現在のホテル阪神の場所には、かつて地上駅だった阪神本線福島駅があった。現在はこの付近の阪神本線は地下化され、福島駅は南側約100メートルの国道2号地下に移転している。すなわち、旧福島駅跡地を利用してホテル阪神が建設された。
- 2006年9月29日 - 阪神電気鉄道が保有するホテル阪神の株式を株式会社阪急ホテルマネジメントに譲渡。
- 2008年4月1日 - 運営会社の株式会社ホテル阪神は、株式会社阪急ホテルマネジメントに合併（株式会社阪急ホテルマネジメントは、同日、株式会社阪急阪神ホテルズに商号変更した）。
- 2018年 - 1月から行っている客室改装（3月末から順次完了）と共に、ホテル名称を現行の「ホテル阪神大阪」に変更。
- 2019年5月15日 - 本ホテルの道路を挟んだ側の福島5丁目に、別館となる「ホテル阪神アネックス大阪」を開業[4][1]。

### 不祥事
過労死
- 2014年3月12日、西野田労働基準監督署は、過労死した料理人に、労使協定の60時間を大幅に超える101時間の時間外労働をさせたとして、総支配人とホテルを労働基準法違反で書類送検した[5]。

## アクセス
- JR大阪環状線 福島駅 約50m、徒歩1分
- JR東西線 新福島駅 約200m、徒歩3分
- 阪神電鉄本線 福島駅 約200m、徒歩3分
- 京阪中之島線 中之島駅 6番出口から徒歩約10分
- 大阪国際空港行きエアポートバスがホテルエントランスに停車する
- 阪神高速11号池田線 福島出入口

## 備考
- ホテル本館内の温泉「徳次郎の湯」は、この地の地下約1000メートルからわき出た天然温泉の湯を使用している。